# Oedipina carablanca
Espèce
Statut de conservation UICN

 EN B1ab(iii) : En danger
Oedipina carablanca est une espèce d'urodèles de la famille des Plethodontidae.

## Répartition
Cette espèce est endémique du centre du Costa Rica. Elle se rencontre entre 70 et 750 m d'altitude sur le versant Atlantique,.

## Publication originale
- Brame, 1968 : Systematics and evolution of the mesoamerican salamander genus Oedipina. Journal of Herpetology, vol. 2, no 1/2, p. 1-64.